# Palamás
Palamás (grec moderne : Παλαμάς) est un dème situé dans la périphérie de la Thessalie en Grèce. Le dème actuel est issu de la fusion entre les dèmes de Palamás, de Fýllo et de Séllana.